# 10545 Källunge
10545 Källunge (tên chỉ định: 1992 EQ9) là một tiểu hành tinh vành đai chính. Nó được khám phá thông qua UESAC ở Đài thiên văn La Silla ở Chile ngày 2 tháng 3 năm 1992. Nó được đặt theo tên Källunge, ở Gotland, Thụy Điển.